# Taeniothrips picipes
Taeniothrips picipes är en insektsart som först beskrevs av Zetterstedt 1828.  Taeniothrips picipes ingår i släktet Taeniothrips, och familjen smaltripsar. Arten är reproducerande i Sverige.